# Stick to Your Guns
Stick to Your Guns — американская мелодик-хардкор-группа из города Ориндж, штат Калифорния, образовавшаяся в 2003 году. Группа придерживается идей движения Straight edge.

## Участники
- Stick to Your Guns, концерт на With Full Force 2018
- Джесси Барнетт
- Эндрю Роуз
- Джордж Шмитз
- Крис Роусон
- Джош Джеймс

### Текущий состав
- Джесси Барнетт — ведущий вокал, иногда клавишные и ритм-гитара (2004-настоящее время), соло-гитара (2010-2012)
- Эндрю Роуз — бас-гитара, бэк-вокал (2008-настоящее время)
- George Schmitz — ударные, перкуссия (2008-настоящее время)
- Крис Роусон — ритм-гитара, бэк-вокал (2009-настоящее время)
- Джош Джеймс — соло-гитара (2012-present)

### Бывшие участники
- Кертис Плеше — соло-гитара (2003—2006)
- Ноа Калвин — бас-гитара (2003—2006)
- Джастин Рузерфорд — ритм-гитара (2003—2007)
- Райан Нелсон — соло-гитара, бэк-вокал (2006—2008)
- Дарел МакФейден — бас-гитара, бэк-вокал (2007—2008)
- Кейси Лагос — ударные, фортепиано, бэк-вокал (2003—2008), бас-гитара (2006-2007)
- Алекс Барнетт — ритм-гитара (2006—2009)
- Рейд Хаймонд — соло-гитара (2007—2010)
- Селлерс — Барабаны (2006)

## Дискография
| Year | Title                                                     |
| ---- | --------------------------------------------------------- |
| 2003 | Compassion Without Compromise EP - No label               |
| 2005 | For What It’s Worth - Label: This City Is Burning Records |
| 2007 | For What It's Worth (Re-Issue) - Label: Sumerian Records  |
| 2008 | Comes From The Heart - Label: Century Media               |
| 2010 | The Hope Division - Label: Sumerian Records               |
| 2012 | Diamond - Label: Sumerian Records                         |
| 2015 | Disobedient                                               |